# Inge van der Straaten
Inge van der Straaten (eigentlich: Hildegard Ganz, * 31. Dezember 1897 in Dresden; † 20. Oktober 1950 in Berlin) war eine deutsche Schauspielerin.

## Leben
Erich Kästner beschreibt in seinem Buch Als ich ein kleiner Junge war den Ablauf der Theatervorstellungen, die Hilde Gans schon als kleines Mädchen vor einem Publikum von vier Personen – ihrer Mutter, ihrer älteren Schwester, Kästner und dessen Mutter – gab, führt als einzige Rolle, die sie vor einem größeren Publikum spielte, den Zwerg Nase an und behauptet, sie sei nie bekannt geworden.
Andere Quellen widerlegen diese Aussage. Es gibt allerdings viele Unstimmigkeiten. So wird in der Internet Movie Database der Geburtsname Sanz statt Gans angegeben, andernorts die eher unwahrscheinliche Angabe gemacht, Hilde Gans sei in Berlin – und erst 1898 – geboren. 
Als relativ sicher kann jedenfalls der frühe Beginn ihrer Laufbahn gelten. Nachdem sie über einen Gymnastiklehrer mit dem Ballett in Berührung gekommen war, hatte sie angeblich schon im Alter von vier Jahren Auftritte in der Dresdner Oper, bekam später Engagements an verschiedenen deutschsprachigen Bühnen und ging mit einer Operettentruppe auf Auslandstournee. Ob sie tatsächlich auf Sumatra einen Film drehte, scheint nicht sicher. In den 1930er Jahren jedenfalls lebte und arbeitete sie in Berlin; unter anderem leitete sie mehrere Jahre lang das Kurfürstendammtheater und führte auch Regie. Ab 1938 übernahm sie auch Filmrollen. Sie bevorzugte dabei komische Rollen.

## Filmografie
- 1938: Narren im Schnee
- 1939: Robert und Bertram
- 1940: Rote Mühle
- 1943: Reise in die Vergangenheit
- 1944: Liebesbriefe
- 1949: Man spielt nicht mit der Liebe
- 1949: Die Buntkarierten
- 1949: Die blauen Schwerter
- 1950: Der Kahn der fröhlichen Leute
- 1950: Familie Benthin